# 梅田凡乃
梅田 凡乃（うめだ ひろかず、1964年12月17日 - ）は、日本の俳優・作曲家・音楽監督・歌手。東京都出身。
身長169cm、靴のサイズは26.5cm。血液型はO型。
旧芸名は梅田 凡和（読み同じ）。別名義として、NewJack 拓郎（ニュージャック たくろう）、X10、勝間田 幹雄などがある。

## 来歴・人物
2001年までは梅田 凡和表記で活動。
特技はパソコン、タイピング。趣味は麻雀、草野球、ラジコン、書き物。
俳優としては岩井俊二、下山天の監督作品によく出演している他、作曲家、映像作品の音楽監督（特に先に挙げた下山監督の作品が多い）などとしても活動している。
また歌手活動も行っており、1993年にはNewJack 拓郎の名でスーパー戦隊シリーズ『五星戦隊ダイレンジャー』のOP・EDを歌唱。そのことから「スーパーヒーロー魂」「スーパー戦隊“魂”」など特撮関係のライブに歌手として出演している。なお、ダイレンジャー主題歌担当が決まった日は、テレビドラマ初主演が決まった日の翌日であり、神様からの贈り物だと考えたという。
NewJack 拓郎の由来は、「拓郎」が尊敬する吉田拓郎の名を借りたもの。打ち合わせの際に喫茶店内でNew Jack Swingが流れていたため苗字として拝借し、5秒で考えた芸名だったという。
ダイレンジャーの翌年には『忍者戦隊カクレンジャー』、『ドラゴンボールＺ』挿入歌を別名義で歌唱。俳優活動とは別の、あくまで子供番組を支える影の存在という理由で顔出しやこの名義での表立った歌唱などはしていなかったが、当時見ていた世代が大人になったことなどを理由に『スーパーヒーロー魂2003』よりNewJack 拓郎としての活動を再開。
『暴太郎戦隊ドンブラザーズ』のロボソング「燃えろ!虎龍攻神!」では29年ぶりにスーパー戦隊ソングを歌唱することになった。
ダイレンジャー主題歌の影響から掠れ声の雄たけびや歌唱法をNewJack 拓郎節、NewJackingと呼称されるが、主題歌レコーディングの際にいろいろトライした結果の形であり、それまでこの歌い方はしたことがなかったという。ブラックミュージックが好きだったこともあり、エンディング『俺たち無敵さ!!ダイレンジャー』は逆に早く録り終えられた。

## 出演

### テレビドラマ
- マリア（1992年、フジテレビ系）
- 雪の王様（1993年、関西テレビ） - 主演
- ラブとエロス（1998年、TBS系）
- 海まで5分（1998年、TBS系）
- Tears/声援（1999年、テレビ東京系）
- 恋の奇跡（1999年、テレビ朝日系）
- バツイチ駆け込み尼寺探偵局（1999年、テレビ朝日系）
- 盲人探偵松永礼太郎12（2000年、日本テレビ系）
- 世にも奇妙な物語春の特別編「奇数」（2000年、フジテレビ系）
- はぐれ刑事純情派（2000年、テレビ朝日系）
- ラブチャット（2000年、フジテレビ系）
- 聖の青春（2001年、TBS系）
- 花井吾郎の殺人カルテ（2001年、テレビ東京系）
- はみだし刑事情熱系（2001年・2002年、テレビ朝日系）
- 夢のカリフォルニア（2002年、TBS系）
- 塩カルビ第9話「もっさりモケチョ君 エピソード2」（2002年、テレビ神奈川） - 主演・南田 役
- ゆうれい貸します（2003年、NHK）
- 訃報は午後二時に届く（2003年、テレビ東京系）
- ラブ&ゴー（2003年、関西テレビ）
- 被告席に立つ女（2004年、テレビ東京系）
- 寝台特急八分間停車（2004年、テレビ東京系）

### 映画
- Love Letter （1995年）郵便配達屋 利満役
- CURE（1995年）
- 四月物語（1998年） - 引越作業員 役
- ざわざわ下北沢（2000年）
- Dog Fight 狼たちの挽歌（2000年）
- ひとりね（2001年） - ギターの男
- マッスルヒート（2002年）
- 凶気の桜 （2002年） - 石原隆夫 役
- ナニワ金融道 灰原勝負! 起死回生のおとしまえ!!（2004年） - 出演および音楽監督
- about love アバウト・ラブ/関於愛（2005年）
- NEST（2006年）
- Little DJ（2007年）

### 舞台
- 百舌鳥夕雲町歌声喫茶（2000年） - 主演
- a Birthday（2003年）
- The Sizzler（2008年）

### ラジオ
- 円都（イェンタウン）通信（2004年 - ）レギュラー
- ジャックと奈央の「サタデイ・ナイト・レイディオ！」 (2017年8月 - 、ニコニコ生放送・すまいるエフエム)
- 及川奈央とNewJack拓郎の『おめおじゃ！』 (2018年7月 - 、八王子エフエム)
- Star Radio Music School presents タカパス＆ジャックの「トーク･トーク･トーク」（仮） (2021年9月 - 、八王子エフエム)

### CM
- カルピス「カルピス」（1997年・1999年） - ナレーション
- パナソニック「レッツ・ノート」（1998年）
- J-Phone「東京デジタルホン」（2000年） - ナレーション
- エルセーヌ「エステサロン」（2001年） - ナレーション
- コーセー「新サロンスタイル」（2002年・2003年） - ナレーション
- キリン「メッツ」（2003年） - ナレーション

### ビデオクリップ
- 松たか子「I stand alone」（1997年）
- サザンオールスターズ「Love affair 〜秘密のデート」（1998年）
- マイケル「マイケルンバ II」（2006年）
- ピストルバルブ「Pull The TRIGGER」（2006年）
- Clacks「live it up」（2006年）

## 音楽活動

### 歌手
- Dancin' on the bed（1993年）
- 五星戦隊ダイレンジャー（1993年/『五星戦隊ダイレンジャー』OP/NewJack 拓郎 名義）
- 俺たち無敵さ!!ダイレンジャー（1993年/『五星戦隊ダイレンジャー』ED/NewJack 拓郎 名義）
- 黒の貴公子（1994年/『忍者戦隊カクレンジャー』挿入歌/X10 名義）
- OSSAN'S DILEMMA（1995年/『ドラゴンボールZ』イメージソング/勝間田幹雄 名義）
- Good-Bye Mr.Lonelyness〜光の彼方へ〜（1995年/『ドラゴンボールZ』イメージソング/勝間田幹雄 名義）
- THIS IS LIFE!（1995年/『ドラゴンボールZ』イメージソング/勝間田幹雄 名義/作詞も担当）
- IT'S YOUR SONG（2008年/ラジオ大阪『サイキックラバーのFw:アニカンRADIO』オープニングテーマ/コーラス参加/歌：サイキックラバー）
- ALWAYS（2009年/テレビ朝日『セレクションX』エンディングテーマ/コーラス参加/歌：サイキックラバー）
- 燃えろ!虎龍攻神!（2022年/『暴太郎戦隊ドンブラザーズ』挿入歌/NewJack 拓郎 名義）

### 音楽監督
- ドラマW（WOWOW）
  - コスメティック（2003年）
  - アウトリミット（2005年）
- 零 紅い蝶（2003年）
- ナニワ金融道（2004年）

### 楽曲提供
- Steppin' Out（全日空スカイビジョン）
- Strawberry（アイドルグループ「プチエンジェル」）
- MONDO TV・モンド麻雀プロリーグオープニング・エンディング曲
  - La Senora Blanca（女流モンド杯）
  - Battle on Square（モンド杯）
  - 天地大戦（モンド名人戦）
  - 勇者Cubic（モンド王座決定戦オープニング）
  - 136 〜isam〜（モンド王座決定戦エンディング）